# Klass
Klass (A Classe, no Brasil) é um filme estoniano do gênero drama de 2007. O filme foi dirigido por  Ilmar Raag e estrelado por  Vallo Kirs, Pärt Uusberg. Após o filme ser lançado no cinema se criou uma série de 7 episódios intitulado Klass: Elu pärast (ou em tradução literal: A Classe: Vida Após) que conta a vida dos personagens após o término do filme.
É o primeiro filme do diretor Ilmar Raag que utilizou atores desconhecidos para viver os personagens do longa metragem. Raag revelou, também, que Klass era um filme sem orçamento. As cenas escolares foram rodadas no Tallinna 32. Keskkool.

## Sinopse
Joosep (Pärt Uusberg) é um jovem introvertido e tímido, que sofre bullying por um grupo de valentões da sua turma na escola, liderados por Anders (Lauri Pedaja). Kaspar (Vallo Kirs) que antes participava dos insultos à Joosep passa a protege-lo deixando Anders irritado e sua namorada Thea (Paula Solvak) receosa com o que a gangue possa fazer com eles. Por tentar defender seu novo amigo, Kaspar passa a ser alvo do bullying e após serem humilhados diante a classe eles decidem se vingar. Eles entram armados no refeitório do colégio começam o massacre sobre os estudantes responsáveis pelo seu tormento.

## Elenco
- Joonas Paas (Toomas)
- Kadi Metsla (Kati)
- Karl Sakrits (Olav)
- Lauri Pedaja (Anders)
- Mikk Mägi (Paul, companheiro bullying e o melhor aluno da turma)
- Pärt Uusberg (Joosep)
- Paula Solvak (Thea, namorada de Kaspar)
- Riina Ries (Riina, melhor amiga de Thea)
- Triin Tenso (Kerli)
- Vallo Kirs (Kaspar)
- Virgo Ernits (Tiit)

## Crítica
O filme foi bem recebido pela crítica e atualmente possui nota 8 no site IMDb e 89% no Rotten Tomatoes. A película foi escolhida para representar a Estónia no Oscar de Melhor Filme Estrangeiro.